# 2011년 춘천 산사태
춘천 산사태는 2011년 7월 27일 춘천시 신북읍 천전리에서 산사태로 인해 발생한 사고로, 13명이 사망하고 26명이 부상당했다. 인하대학교 아이디어뱅크 소속 45명은 상천초등학교에서 발명 캠프 일정을 마치고 펜션으로 이동해서 자던 중 사고를 당해 학생 10명, 옆 건물에 투숙하던 관광객 2명, 건너편 건물 주민 1명이 사망하였다.